# Норт-Гіллс (Нью-Йорк)
Норт-Гіллс (англ. North Hills) — селище (англ. village) в США, в окрузі Нассау штату Нью-Йорк. Населення — 5464 особи (2020).

## Географія
Норт-Гіллс розташований за координатами 40°46′35″ пн. ш. 73°40′40″ зх. д. / 40.77639° пн. ш. 73.67778° зх. д. (40.776450, -73.677836).  За даними Бюро перепису населення США в 2010 році селище мало площу 7,15 км², уся площа — суходіл.

## Демографія
Згідно з переписом 2010 року, у селищі мешкало 5075 осіб у 2259 домогосподарствах у складі 1544 родин. Густота населення становила 710 осіб/км².  Було 2438 помешкань (341/км²).
Расовий склад населення:
| - 71,1 % — білих - 25,3 % — азіатів - 1,2 % — чорних або афроамериканців |

До двох чи більше рас належало 2,0 %. Частка іспаномовних становила 2,2 % від усіх жителів.
За віковим діапазоном населення розподілялося таким чином: 14,1 % — особи молодші 18 років, 49,8 % — особи у віці 18—64 років, 36,1 % — особи у віці 65 років та старші. Медіана віку мешканця становила 58,7 року. На 100 осіб жіночої статі у селищі припадало 87,6 чоловіків;  на 100 жінок у віці від 18 років та старших — 83,1 чоловіків також старших 18 років.
Середній дохід на одне домашнє господарство  становив 186 404 долари США (медіана — 114 716), а середній дохід на одну сім'ю — 224 485 доларів (медіана — 177 581). Медіана доходів становила 77 016 доларів для чоловіків та 55 481 долар для жінок. За межею бідності перебувало 1,5 % осіб, у тому числі 2,4 % дітей у віці до 18 років та 1,6 % осіб у віці 65 років та старших.
Цивільне працевлаштоване населення становило 2449 осіб. Основні галузі зайнятості: освіта, охорона здоров'я та соціальна допомога — 39,0 %, фінанси, страхування та нерухомість — 20,6 %, роздрібна торгівля — 14,4 %, науковці, спеціалісти, менеджери — 9,3 %.